# St. Christophorus (Westerland)

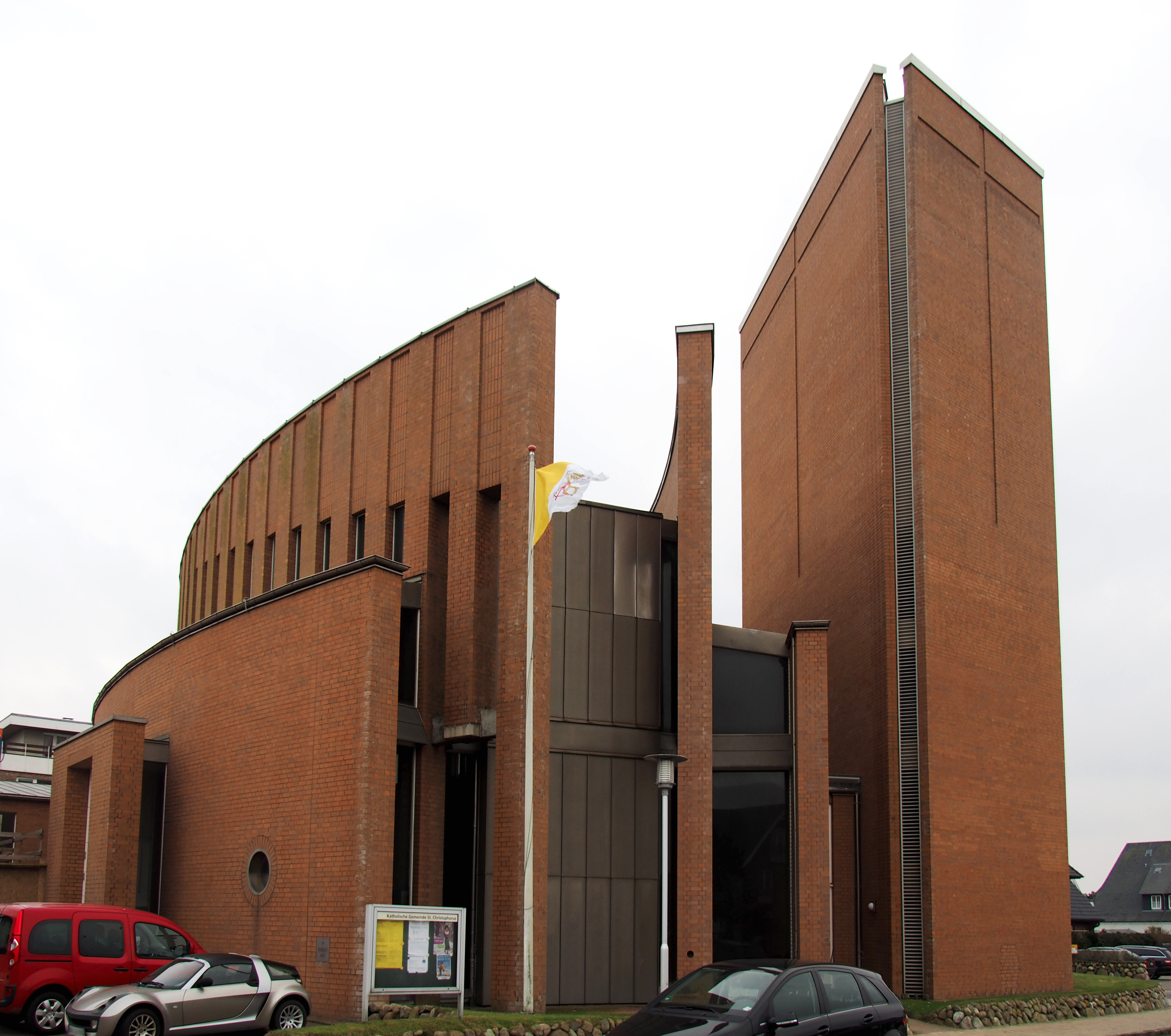
St. Christophorus

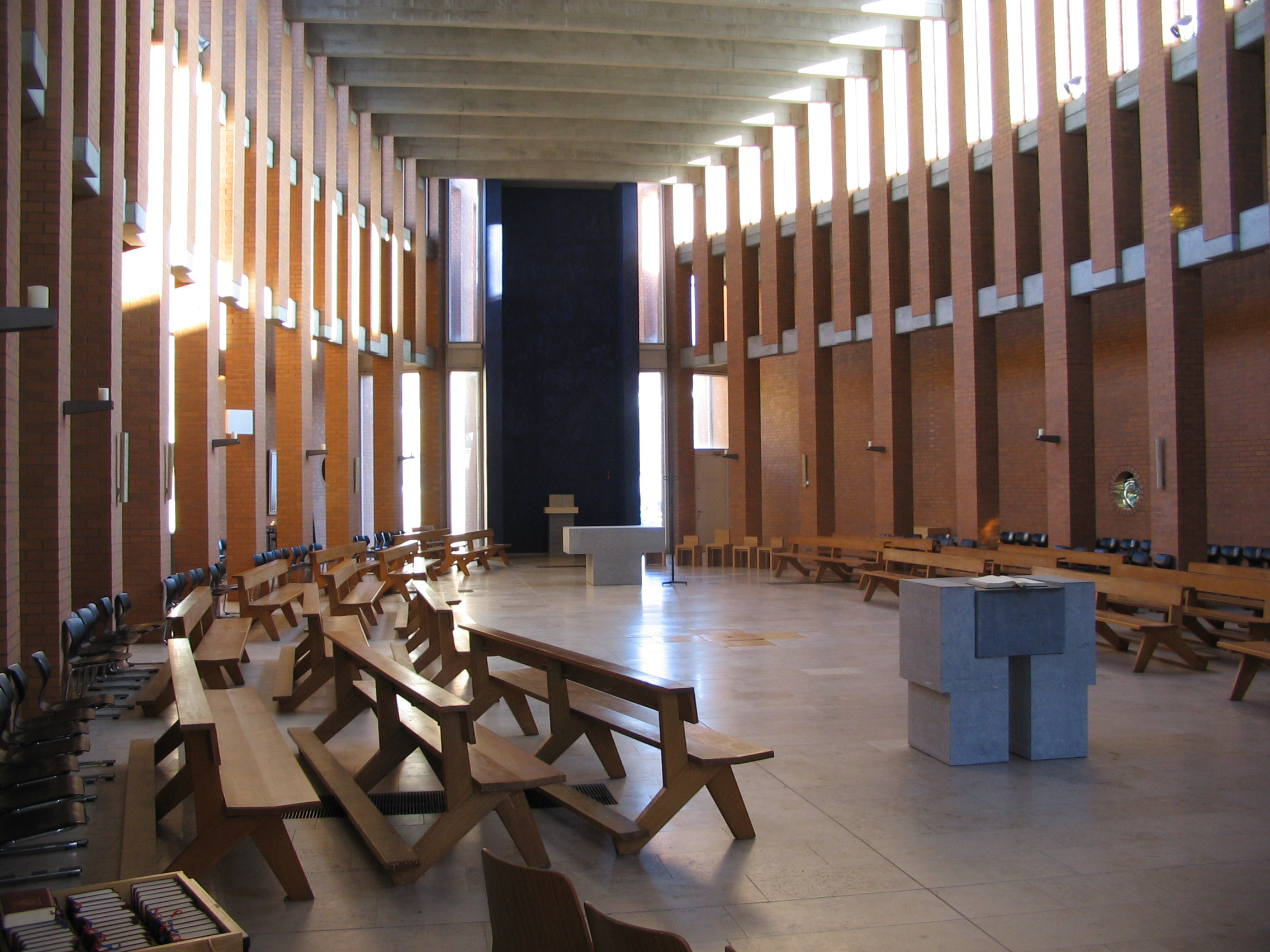
Inneres

St. Christophorus ist die römisch-katholische Kirche in Westerland auf Sylt. Sie wurde in den Jahren 1997 bis 1999 nach Plänen von Dieter Georg Baumewerd erbaut.

## Geschichte
Die erste nachreformatorische katholische Kirche auf Sylt entstand 1896 im Zentrum von Westerland für die Sommerurlauber. Der kleine Bau im Stil des Historismus an der Neuen Straße trug das Patrozinium Herz Jesu. Er wurde 1959 abgerissen. Heute befindet sich an dieser Stelle eine kleine Grünanlage.
Bereits 1957 war an der heutigen Stelle eine Kirche mit dem Namen des heiligen Christophorus, des Schutzpatrons der Reisenden, erbaut worden. Sie galt seinerzeit als architektonisch zukunftsweisend. In den 1980er Jahren war sie jedoch durch Materialmängel so sanierungsbedürftig geworden, dass schließlich 1997 ihr Abriss erfolgte. Die vier Glocken sowie die Buntverglasung der Rundfenster von Emil Wachter wurden von dem Vorgängerbau in den jetzigen Neubau übernommen.

## Architektur und Ausstattung
Das Kirchengebäude ist aus vier halbovalen Backstein-Schalen geformt, von denen die äußeren halbhoch und mit einzelnen Bullaugenfenstern versehen, die inneren im oberen Teil mit Langfenstern, im unteren mit Pfeilerdurchgängen durchbrochen sind, so dass sich außen der Eindruck eines zweigeschossigen Schiffsrumpfs – etwa einer Arche –, im Inneren der Dreischiffigkeit ergibt. Der Glockenturm mit dreieckigem Grundriss steht frei und ist seitlich aus der Achse des Kirchenschiffs versetzt.
Der elliptische Innenraum, der an den Schmalseiten von zwei dunkelblau gefassten Konchen geschlossen wird, ist auf Altar und Ambo als gegenüberliegende Brennpunkte ausgerichtet. Die Bänke sind parallel zu den Langwänden angeordnet. In der Mitte ist im Boden der kreuzförmige Taufbrunnen eingelassen, der das Hinabsteigen und Untertauchen der Täuflinge ermöglicht. Die Raumausstattung konzipierte der Kölner Künstler W. Gies.

## Glocken
Im Turm befinden sich vier Glocken, welche 1959 von Friedrich Wilhelm Schilling in Heidelberg gegossen wurden. Sie hängen in einem Holzglockenstuhl. Es dürfte sich um das nördlichste Geläut von Friedrich Wilhelm Schilling in Deutschland handeln.
| - Glocke 1 wiegt 1592 kg und hat den Schlagton d1 - Glocke 2 wiegt 1052 kg und hat den Schlagton f1 | - Glocke 3 wiegt 735 kg und hat den Schlagton g1 - Glocke 4 wiegt 510 kg und hat den Schlagton b1 |

## Orgel

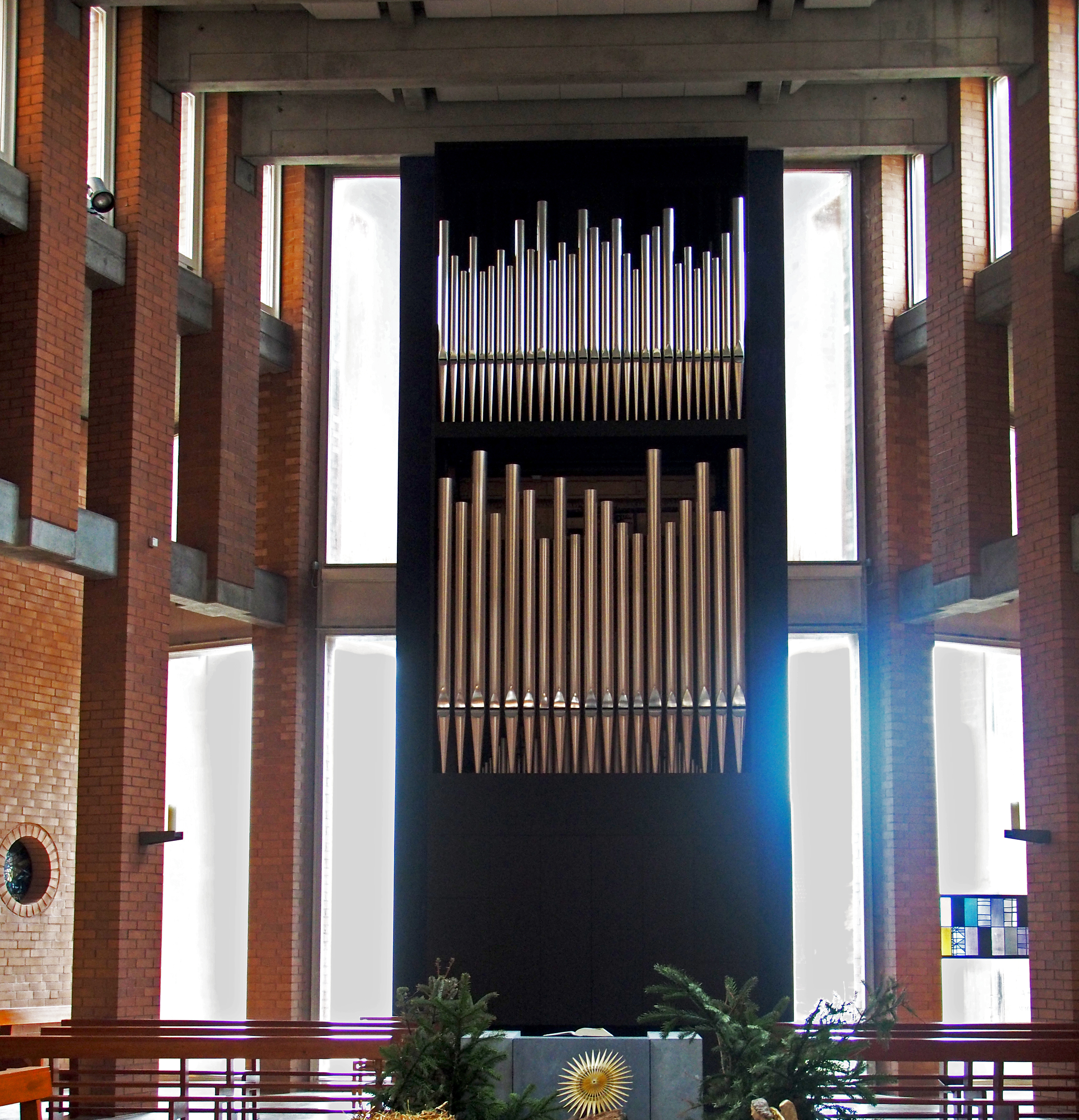
Die Orgel

Die Orgel wurde 2009 von der Firma Jehmlich aus Dresden eingebaut und am 13. April des gleichen Jahres durch den damaligen Hamburger Erzbischof Werner Thissen geweiht.
Das Schleifladen-Instrument hat 27  Register auf zwei Manualen und Pedal. Die Spieltrakturen sind mechanisch, die Registertrakturen sind elektrisch.
| I Hauptwerk C–g3 |             |        |
| 1.               | Prinzipal   | 8′     |
| 2.               | Rohrflöte   | 8′     |
| 3.               | Oktave      | 4′     |
| 4.               | Spitzflöte  | 4′     |
| 5.               | Quinte      | 2 ⁄3′  |
| 6.               | Oktave      | 2′     |
| 7.               | Terz        | 1 3⁄5′ |
| 8.               | Mixtur IV   |        |
| 9.               | Trompete    | 8′     |
|                  | Tremulant   |        |
|                  | Möwenschrei |        |

| II Schwellwerk C–g3 |                   |       |
| 10.                 | Bordun            | 16′   |
| 11.                 | Flûte harmonique  | 8′    |
| 12.                 | Gedackt           | 8′    |
| 13.                 | Gambe             | 8′    |
| 14.                 | Unda maris        | 8′    |
| 15.                 | Prinzipal         | 4′    |
| 16.                 | Flûte traversière | 4′    |
| 17.                 | Nassat            | 2 ⁄3′ |
| 18.                 | Waldflöte         | 2′    |
| 19.                 | Sifflöte          | 1 ⁄3′ |
| 20.                 | Plein jeu IV      |       |
| 21.                 | Oboe              | 8′    |
|                     | Tremulant         |       |

| Pedalwerk C–f1 |              |     |
| 22.            | Subbass      | 16′ |
| 23.            | Prinzipal    | 8′  |
| 24.            | Bordun       | 8′  |
| 25.            | Weitoktave   | 4′  |
| 26.            | Posaune      | 16′ |
| 27.            | Basstrompete | 8′  |

- Koppeln: II/I, I/P, II/P